# Ulanga (district)
Ulanga  is een district in de regio Morogoro, in zuidelijk centraal Tanzania. In 2012 had het district 265.203 inwoners. 13% van deze bevolking woonde in stedelijk gebied.
Het administratief centrum van het district is Mahenge.
Het district heeft een oppervlakte van ongeveer 24.000 km² waarvan ongeveer 75% beschermd is als natuurgebied. Het gaat om het Selous Game Reserve en het Kilombero Controlled Area.
De voornaamste waterloop is de Kilombero. Het district ligt op een hoogte tussen 500 en 900 m.